# Hohenacker-Blaustern
Der Hohenacker-Blaustern (Scilla hohenackeri) ist eine Pflanzenart aus der Gattung der Blausterne (Scilla) in der Familie der Spargelgewächse (Asparagaceae).

## Merkmale
Der Hohenacker-Blaustern ist eine ausdauernde, krautige Pflanze, die Wuchshöhen von 5 bis 20 Zentimeter erreicht. Dieser Geophyt bildet Zwiebeln als Überdauerungsorgane aus. Die Deckblätter sind gespornt und 5 bis 6 Millimeter lang. Die Blüten sind blasslila. Je 2 bis 7 (selten bis 12) Blüten sind zu einer lockeren Traube angeordnet. Die Blütenstiele sind anfangs 10 bis 15, später bis 25 Millimeter lang. Die Perigonblätter messen 12 bis 17 × 4 bis 5 Millimeter. Die Griffel sind 7 Millimeter lang.
Die Blütezeit liegt im März, zum Teil reicht sie bis April.
Die Chromosomenzahl beträgt 2n = 10.

## Vorkommen
Der Hohenacker-Blaustern kommt in Transkaukasien in Süd-Armenien und im Nordwest-Iran in Talysch vor. Hier ist die Art in felsig-steinigen Laubwäldern und Gebüschen zu finden.

## Nutzung
Diese Art wird selten als Zierpflanze für Gehölzgruppen genutzt. Sie ist spätestens seit 1845 in Kultur.